# Ibrahim Gambari
Ibrahim Agboola Gambari, né en 1944, est un diplomate nigérian.

## Biographie
Titulaire d’une licence de la London School of Economics avec une spécialisation en relations internationales, ainsi que d’une maîtrise et un doctorat en relations internationales de l'université Columbia à New York, Ibrahim A. Gambari a été enseignant entre 1969 à 1989 dans plusieurs universités américaines (City University de New York, SUNY à Albany dans l'État de New York, université de Georgetown, Howard University à Washington) et au Nigeria (Université d'Ahmadu Bello à Zaria, Kaduna).
Diplomate, Ibrahim A. Gambari a été représentant permanent du Nigeria auprès des Nations unies. Il a présidé  deux fois le Conseil de sécurité des Nations unies et a présidé le Comité spécial des Nations unies contre l’Apartheid.
Ancien ministre des Affaires étrangères du Nigeria, il a été représentant spécial du Secrétaire général et Chef de la Mission d'observation des Nations unies en Angola (MONUA) entre septembre 2002 et février 2003, puis conseiller pour l’Afrique de Kofi Annan, secrétaire général des Nations unies avant d’être nommé par lui en juin 2005 le Secrétaire général adjoint au Département des affaires politiques des Nations unies.

## Sources
- Notices d'autorité :   - VIAF
  - ISNI
  - BnF (données)
  - IdRef
  - LCCN
  - GND
  - Pays-Bas
  - WorldCat
- Communiqué de presse des Nations unies SG/A/928 BIO/3666